# Telamonia
Genre
Telamonia est un genre d'araignées aranéomorphes de la famille des Salticidae.

## Distribution
Les espèces de ce genre se rencontrent en Asie, en Nouvelle-Guinée et en Afrique.

## Liste des espèces
Selon World Spider Catalog (version 25.5, 16/09/2024) :
- Telamonia agapeta (Thorell, 1881)
- Telamonia annulipes G. W. Peckham & E. G. Peckham, 1907
- Telamonia bombycina (Simon, 1902)
- Telamonia borreyi Berland & Millot, 1941
- Telamonia caprina (Simon, 1903)
- Telamonia coeruleostriata (Doleschall, 1859)
- Telamonia cristata G. W. Peckham & E. G. Peckham, 1907
- Telamonia dimidiata (Simon, 1899)
- Telamonia dissimilis Próchniewicz, 1990
- Telamonia elegans (Thorell, 1887)
- Telamonia festiva Thorell, 1887
- Telamonia formosa (Simon, 1902)
- Telamonia hasselti (Thorell, 1878)
- Telamonia jolensis (Simon, 1902)
- Telamonia laecta Próchniewicz, 1990
- Telamonia latruncula (Thorell, 1877)
- Telamonia leopoldi Roewer, 1938
- Telamonia livida (Karsch, 1880)
- Telamonia luteocincta (Thorell, 1891)
- Telamonia luxiensis Peng, Yin, Yan & Kim, 1998
- Telamonia mandibulata Hogg, 1915
- Telamonia masinloc Barrion & Litsinger, 1995
- Telamonia mundula (Thorell, 1877)
- Telamonia mustelina Simon, 1901
- Telamonia parangfestiva Barrion & Litsinger, 1995
- Telamonia peckhami Thorell, 1891
- Telamonia prima Próchniewicz, 1990
- Telamonia resplendens G. W. Peckham & E. G. Peckham, 1907
- Telamonia scalaris (Thorell, 1881)
- Telamonia setosa (Karsch, 1880)
- Telamonia sponsa (Simon, 1902)
- Telamonia trabifera (Thorell, 1881)
- Telamonia trinotata Simon, 1903
- Telamonia trochilus (Doleschall, 1859)
- Telamonia vidua Hogg, 1915
- Telamonia virgata Simon, 1903
- Telamonia vlijmi Prószyński, 1984

## Systématique et taxinomie
Ce genre a été décrit par Thorell en 1887 dans les Salticidae.

## Publication originale
- Thorell, 1887 : « Viaggio di L. Fea in Birmania e regioni vicine. II. Primo saggio sui ragni birmani. » Annali del Museo civico di storia naturale di Genova, vol. 25, p. 5-417 (texte intégral).